# Cajamarca (provincie)
| Cajamarca                                                 | Cajamarca                        |
| --------------------------------------------------------- | -------------------------------- |
| Steagul provinciei                                        |                                  |
| Harta localizării provinciei în cadrul regiunii Cajamarca |                                  |
| Informații generale                                       |                                  |
| Nume nativ                                                | Provincia de Cajamarca           |
| Țară                                                      | Peru                             |
| Regiune                                                   | Cajamarca                        |
| Primar                                                    | Ramiro Bardales (2011-2014)      |
| - Capitală                                                | Cajamarca                        |
| - Suprafață totală                                        | 2979,78 km2                      |
| - Districte                                               | 12                               |
| Populație                                                 |                                  |
| An recensământ                                            | 2005                             |
| - Totală                                                  | 368 639                          |
| - Densitate                                               | 0,12/km2                         |
| Fus orar                                                  | UTC-5                            |
| Sit web                                                   | http://www.municajamarca.gob.pe/ |
| UBIGEO                                                    | 0601                             |
| Modifică text                                             |                                  |

Cajamarca este una dintre cele treisprezece provincii din regiunea Cajamarca din Peru. Capitala este orașul Cajamarca. Se învecinează cu provinciile Hualgayoc, Celendín, San Marcos, Cajabamba, Contumazá și San Pablo, și cu regiunea La Libertad.

## Diviziune teritorială
Provincia este divizată în 12 districte (spaniolă: distritos, singular: distrito):
- Cajamarca
- Asunción
- Chetilla
- Cospán
- Jesús
- Llacanora
- La Encañada
- Los Baños del Inca
- Magdalena
- Matará
- Namora
- San Juan